# Mamey (Gurabo)
Mamey es un barrio ubicado en el municipio de Gurabo en el estado libre asociado de Puerto Rico. En el Censo de 2010 tenía una población de 4714 habitantes y una densidad poblacional de 691,52 personas por km².

## Geografía
Mamey se encuentra ubicado en las coordenadas 18°14′37″N 65°57′16″O / 18.24361, -65.95444. Según la Oficina del Censo de los Estados Unidos, Mamey tiene una superficie total de 6.82 km², de la cual 6.79 km² corresponden a tierra firme y (0.46%) 0.03 km² es agua.

## Demografía
Según el censo de 2010, había 4714 personas residiendo en Mamey. La densidad de población era de 691,52 hab./km². De los 4714 habitantes, Mamey estaba compuesto por el 74.97% blancos, el 13.89% eran afroamericanos, el 0.19% eran amerindios, el 0.19% eran asiáticos, el 6.85% eran de otras razas y el 3.9% pertenecían a dos o más razas. Del total de la población el 99.28% eran hispanos o latinos de cualquier raza.